# Désiré-Joseph Mercier
Désiré-Félicien-François-Joseph Mercier (Braine-l'Alleud, 21 novembre 1851 – Bruxelles, 23 gennaio 1926) è stato un cardinale, arcivescovo cattolico e filosofo belga.

## Biografia
Nacque a Braine-l'Alleud il 21 novembre 1851, quinto figlio di Paul Mercier, commerciante, e di Barbe Croquet.
Fu arcivescovo di Malines dal 1906 al 1926.
Papa Pio X lo elevò al rango di cardinale nel concistoro del 15 aprile 1907.
Fu uno dei maggiori rappresentanti del neotomismo dei primi decenni del Novecento e si contrappose apertamente al positivismo attraverso le pagine del periodico La revue néoscolastique. Tuttavia, era fautore di una reinterpretazione del tomismo che mirava ad una conciliazione della scolastica con le correnti di pensiero moderne e in particolare con la filosofia moderna da Cartesio a Kant. Sostenne l'opera del gesuita Joseph Maréchal, che proponeva un ponte tra il tomismo e la fenomenologia di Martin Heidegger. Uomo attento alla spiritualità fu in amicizia con vari Carmeli, in Italia, in particolare, con il monastero carmelitano di S. Maria degli Angeli e S. Maria Maddalena de' Pazzi di Firenze, nel quale conosceva e corrispondeva con la contessa Adelaide Sardi (Suor Gesualda dello Spirito Santo) che divenne la traduttrice di fiducia delle sue opere, tra cui si ricordano: Retraite pastorale (Conferenze Pastorali per gli esercizi spirituali del clero, 1911); Lettre des Évêques de Belgique aux Évêques d'Allemagne et d'Autriche-Hongrie (I Vescovi del Belgio ai Vescovi di Germania e d'Austria-Ungheria, 1916); La Vie intérieure (La vita interiore 1921.1934).
Nel 1921, su impulso del cardinale Désiré-Joseph Mercier, papa Benedetto XV concesse a tutto il Belgio l'ufficio e la messa della Beata Vergine Maria "Mediatrice di tutte le grazie".
Fu anche uno dei pionieri del dialogo ecumenico. A lui si deve l'esperienza dei Colloqui di Malines tenutisi nel suo palazzo vescovile nei quali, dal 1921 al 1926, si incontrarono teologi cattolici e anglicani. Alcune tesi del movimento ecumenico che aveva organizzato i Colloqui di Malines saranno condannate il 6 gennaio 1928 con l'enciclica Mortalium Animos di papa Pio XI.
Morì a Bruxelles il 23 gennaio 1926 all'età di 74 anni e i suoi resti riposano nella cripta della Cattedrale di San Rombaldo.

## Genealogia episcopale e successione apostolica
La genealogia episcopale è:
- Cardinale Scipione Rebiba
- Cardinale Giulio Antonio Santori
- Cardinale Girolamo Bernerio, O.P.
- Arcivescovo Galeazzo Sanvitale
- Cardinale Ludovico Ludovisi
- Cardinale Luigi Caetani
- Cardinale Ulderico Carpegna
- Cardinale Paluzzo Paluzzi Altieri degli Albertoni
- Papa Benedetto XIII
- Papa Benedetto XIV
- Papa Clemente XIII
- Cardinale Bernardino Giraud
- Cardinale Alessandro Mattei
- Cardinale Pietro Francesco Galleffi
- Cardinale Giacomo Filippo Fransoni
- Cardinale Carlo Sacconi
- Cardinale Edward Henry Howard
- Cardinale Mariano Rampolla del Tindaro
- Cardinale Antonio Vico
- Cardinale Désiré-Félicien-François-Joseph Mercier

La successione apostolica è:
- Vescovo Louis Joseph Legraive (1907)
- Vescovo Auguste-Léopold Huys, M.Afr. (1909)
- Vescovo Antoine Alphonse de Wachter (1909)
- Vescovo Amédée Marie Léon Crooy (1916)
- Vescovo Auguste De Clercq, C.I.C.M. (1919)
- Vescovo Jaak Moris, C.SS.R. (1922)
- Vescovo Léon-Paul Classe, M.Afr. (1922)
- Vescovo Josef Ludwig Brems, O.Praem. (1923)
- Vescovo Gastone Antonio Rasneur (1924)
- Vescovo Noël de Cleene, C.I.M. (1925)
- Vescovo Robert Constant Lagae, O.P. (1925)